# Cybianthus cyclopetalus
Cybianthus cyclopetalus är en viveväxtart som beskrevs av Carl Christian Mez. Cybianthus cyclopetalus ingår i släktet Cybianthus, och familjen viveväxter. Inga underarter finns listade i Catalogue of Life.